# Stiwoll
Stiwoll – gmina w Austrii, w kraju związkowym Styria, w powiecie Graz-Umgebung. Liczy 725 mieszkańców (1 stycznia 2015).